# ئی-هنتای
ئی-هنتای (انگلیسی: E-Hentai) یک وبگاه میزبانی تصویر و اشتراک پرونده متمرکز بر هنتای (پورنوگرافی کارتونی ژاپنی) می‌باشد. این وبگاه میزبان گالری‌های تصاویر تولید شده توسط کاربران است که عمدتاً از محتوای پورنوگرافی منشأ یا برگرفته از انیمه، مانگا، بازی‌های ویدئویی، فن‌آرت، مانگا، دوجینشی و عکس‌های کازپلی است. سایت خواهر آن ئی‌اکس‌هنتای (به انگلیسی: Exhentai) (که به صورت محاوره‌ای به عنوان پاندای غمگین (به انگلیسی: Sad Panda) شناخته می‌شود) در سال ۲۰۱۰ از ئی-هنتای جدا شد تا میزبان آثار هنری‌ای باشد که مطالبی را به تصویر می‌کشند که در حوزه‌های قضایی خاص غیرقانونی است، مانند لولیکون، شوتاکون و حیوان‌دوستی.